# Muerte de Liam Payne
El 16 de octubre de 2024, el cantautor británico y exmiembro de One Direction, Liam Payne, murió después de caer de un balcón del tercer piso de un hotel en Palermo, Buenos Aires. 
Su muerte fue anunciada en TN por Alberto Crescenti, director del Sistema de Atención Médica de Emergencia (SAME) de Buenos Aires. La policía y la autopsia encontraron drogas tanto en su habitación de hotel como en su organismo. Los homenajes fueron rendidos por la familia de Payne, los compañeros de banda de One Direction Niall Horan, Zayn Malik, Harry Styles y Louis Tomlinson, y su expareja Cheryl, así como por los jueces de The X Factor Simon Cowell y Robbie Williams, los clubes de fútbol Wolverhampton Wanderers FC y West Bromwich Albion FC, el primer ministro del Reino Unido Keir Starmer y varias figuras de la industria musical.
El rodaje de Britain's Got Talent se suspendió por un día y Cowell se tomó un día libre adicional. TMZ, ABC News, Hulu, además de la propia Wikipedia, fueron criticados por los fanáticos de One Direction por su comportamiento inmediatamente después de la muerte de Payne. Un fan creó una petición pidiendo un mayor apoyo para aquellos en la industria de la música, que tuvo 60.000 firmas en sus primeros cinco días. Además, su canción «Teardrops» entró en la lista de sencillos del Reino Unido por primera vez y once de sus trabajos volvieron a entrar en las listas de Official Charts Company, incluida la canción de One Direction «Night Changes», que alcanzó un nuevo pico.

## Antecedentes
El 2 de octubre, Payne y su novia Kate Cassidy viajaron a Argentina para visitar el país y asistir al concierto The Show Live on Tour de Niall Horan en el Movistar Arena de Buenos Aires. Había publicado sobre su intención de viajar a Argentina en videos en su cuenta de Snapchat. Cassidy regresó a su casa en Florida el 14 de octubre, mientras que Payne se quedó en Argentina, supuestamente después de que Payne le «rogara» a Cassidy que se quedara en el país con él. Un fan dijo más tarde a los periodistas que Payne se había acercado a ellos más temprano ese mismo día, el 16 de octubre, y que parecía sobrio y había discutido con ellos extensamente sobre su tiempo en Buenos Aires y su apreciación de la zona.

## Muerte

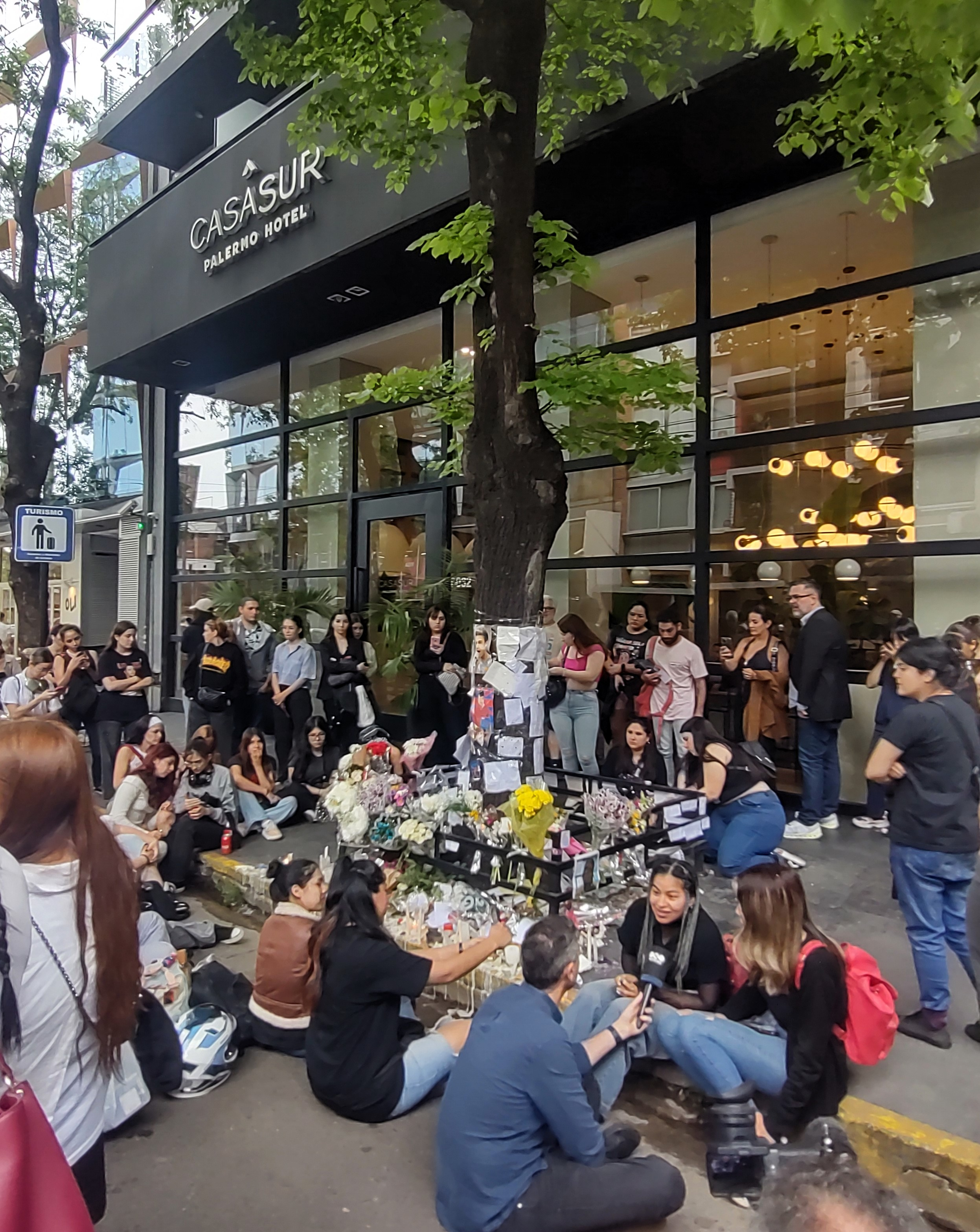
Un grupo de fanáticos se reunió frente al Hotel CasaSur, donde ocurrió el incidente.

El 16 de octubre de 2024, Payne falleció al caerse de un balcón del tercer piso del hotel CasaSur en el barrio de Palermo de Buenos Aires, a la edad de 31 años. La policía acudió al hotel tras una llamada de emergencia del gerente del hotel, quien informó de «un hombre agresivo que podría estar bajo los efectos de drogas y alcohol».  El encargado indicó en la llamada que «un hombre está destrozando toda la habitación y necesitamos que envíen a alguien», señalando que la vida del hombre estaba en riesgo debido a que la habitación tenía balcón.  Payne se cayó del balcón poco después de que llegaran los servicios de emergencia. Su muerte fue confirmada a las 17:11 hora argentina (UTC−03:00).  El equipo médico de emergencia que llegó al hotel reportó una «fractura craneal» y lesiones extremadamente graves que llevaron a la muerte inmediata de Payne. 
Alberto Crescenti, director del servicio médico de emergencias públicas de Buenos Aires, anunció la muerte de Payne en el canal de noticias argentino TN, indicando que la caída fue desde una altura de aproximadamente 13 a 14 metros (42,7 a 45,9 pies) y que Payne sufrió «lesiones muy graves incompatibles con la vida», sin dejar «ninguna posibilidad de reanimación». Crescenti se negó a comentar si la muerte fue un suicidio o un accidente.  Pablo Policicchio, director de comunicaciones del Ministerio de Seguridad porteño, afirmó que Payne «se había tirado del balcón de su habitación». La oficina no respondió a preguntas de seguimiento sobre la denuncia y remitió a los periodistas a la fiscalía. Los expertos forenses informaron posteriormente que Payne «no adoptó una postura reflexiva para protegerse» y que «podría haber caído en un estado de semi o total inconsciencia».
El cuerpo de Payne fue inicialmente embalsamado en el Cementerio Británico de Buenos Aires, antes de ser repatriado por vía aérea al Reino Unido; el 6 de noviembre. Su funeral se celebró el 20 de noviembre en la iglesia de Santa María en Amersham, Buckinghamshire. 

## Investigación
Las autoridades abrieron una investigación sobre la muerte de Payne y realizaron una autopsia. La policía dijo que en su habitación se encontraron varios medicamentos y suplementos energéticos, incluido clonazepam, y que en el patio donde se recuperó su cuerpo se encontró una botella de whisky. La autopsia inicial indicó que Payne murió por hemorragias internas y externas y múltiples lesiones traumáticas. Los expertos forenses informaron de 25 lesiones provocadas por la caída y afirmaron que las lesiones cerebrales traumáticas de Payne fueron "suficientes para causar la muerte", y que el sangrado en la cabeza y la parte superior del cuerpo también contribuyó a su muerte. El examen no encontró señales de pelea y señaló que Payne estaba solo en la habitación en el momento de su muerte. Los medios de comunicación informaron inicialmente que Payne tenía "múltiples sustancias" en su sistema cuando murió, incluyendo alcohol, cocaína y benzodiazepina. Sin embargo, el 22 de octubre, el Ministerio Público argentino aclaró que el informe toxicológico aún no estaba completo y negó que se hubieran revelado detalles.
En la noche del 23 de octubre, una semana después de la caída de Payne, la policía de Buenos Aires allanó el Hotel Casa Sur en busca de documentos y otra información. Un funcionario del gobierno reveló que la policía había confiscado artículos como computadoras. Las autoridades pidieron al hotel que entregara las imágenes de las cámaras.

## Secuelas

### Cobertura mediática
El sitio web sensacionalista estadounidense TMZ obtuvo fotografías del cadáver de Payne y publicó imágenes recortadas que mostraban su brazo y cintura. Su decisión de publicar las fotos fue criticada por varios fanáticos y figuras públicas, lo que llevó al medio a eliminar las imágenes. De manera similar, Wikipedia enfrentó reacciones negativas por permitir que imágenes que supuestamente eran de la habitación de hotel destrozada de Payne se publicaran en la página de Wikipedia de Payne en las horas posteriores a su muerte. Además, la edición de un usuario en el artículo de Wikipedia de One Direction, que movió el nombre de Payne de la sección "Miembros" del cuadro de información a la sección "Miembros anteriores", fue recibida con una respuesta emocional de los fans. 
ABC News y Hulu produjeron un episodio de Impact X Nightline sobre los "últimos días" de Payne con contribuciones de la concursante de X Factor Mary Byrne y numerosos periodistas de ABC antes de que el cuerpo de Payne fuera enterrado, lo que provocó críticas de un crítico de The AV Club. El ex presentador de noticias de la BBC Michael Buerk acusó a la corporación de cobertura excesiva de la muerte y fue criticado por referirse a Payne como un "cantante de banda de chicos drogado y decaído".

### Memoriales

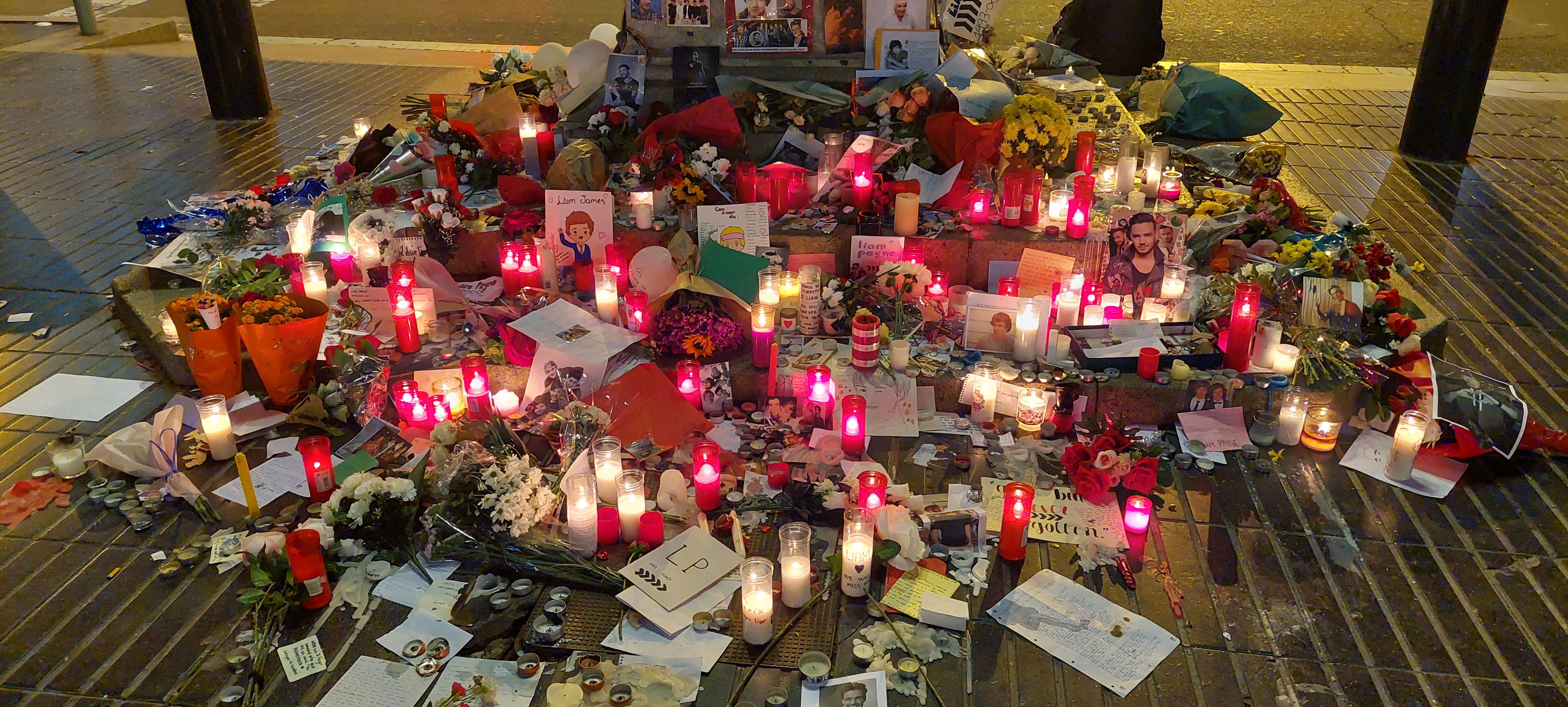
Un monumento a Payne en La Rambla, Barcelona

Poco después de su muerte, los fans del cantante y de One Direction se reunieron frente al hotel en Buenos Aires antes de estallar en aplausos cuando la camioneta que transportaba el cuerpo de Payne se alejaba. Luego el grupo encendió velas y lloró antes de dispersarse. El padre de Payne, Geoff, visitó el monumento al llegar a Buenos Aires. Los fanáticos también se reunieron para encender velas en la Ciudad de México el 17 de octubre y se celebró un servicio en Copenhague. Se dejaron notas escritas en el Hard Rock Café de Londres, donde se exhibe la cabina telefónica que aparece en la portada de Take Me Home.
En Clevedon Pier, donde One Direction filmó el video musical de " You & I ", los fanáticos acudieron a dejar flores en la placa de One Direction, que se instaló para conmemorar la filmación del video musical. La dirección del muelle también emitió un comunicado de condolencias. El 18 de octubre se celebró una vigilia ante la estatua de Lady Wulfrun en la Iglesia Colegiada de San Pedro. El 20 de octubre se celebró en Hyde Park un acto conmemorativo para los fans al que asistieron unas 1.000 personas, así como en otras ciudades del Reino Unido durante el fin de semana. Se celebraron más actos conmemorativos en ciudades de todo el mundo, incluso en el Washington Square Park de Nueva York.

## Reacciones

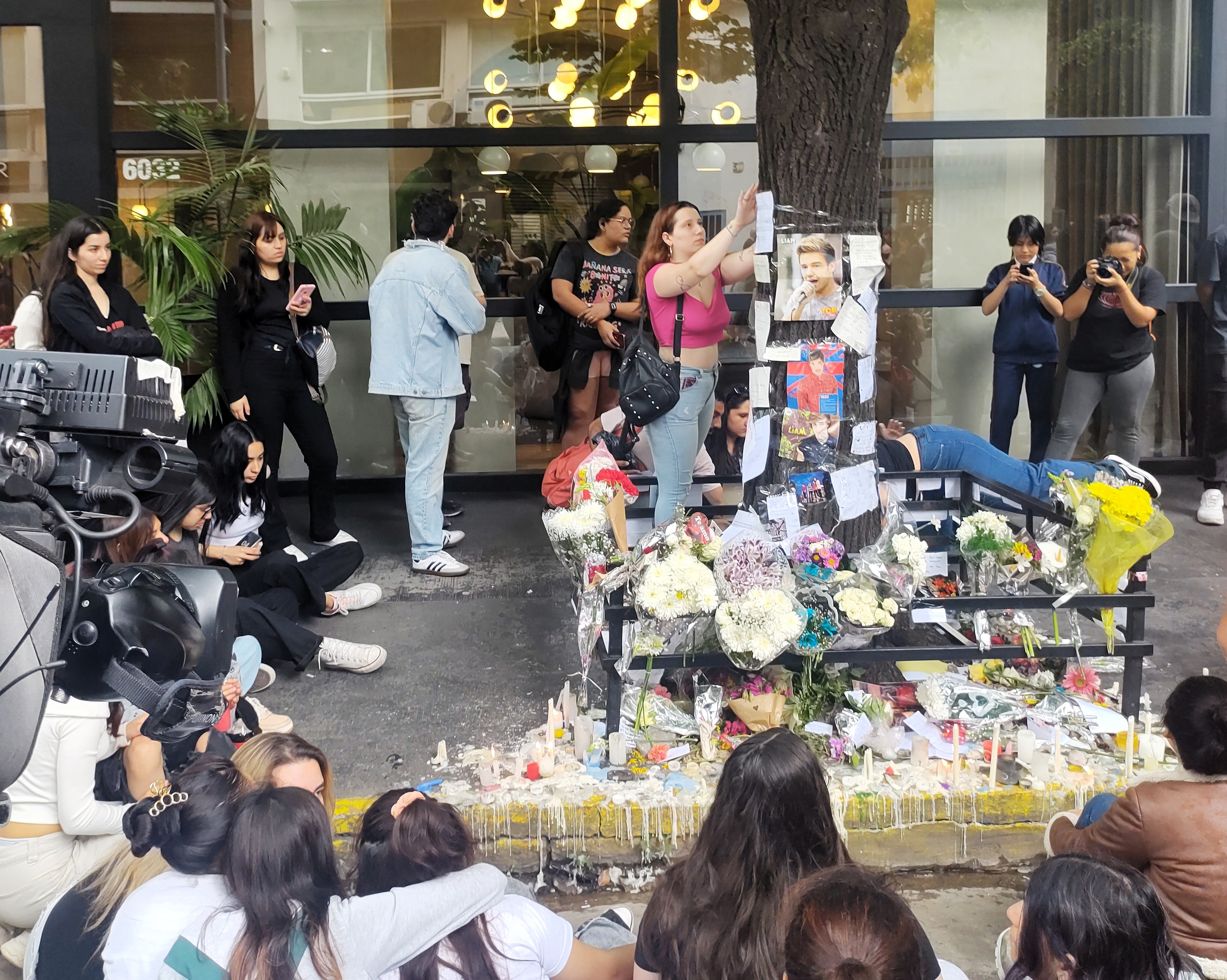
Grupo de fans recordando a Payne frente al hotel donde falleció

La familia de Payne publicó una declaración poco después de su muerte, afirmando que estaban desconsolados y que Payne viviría por siempre en sus corazones, y pidiendo privacidad mientras se apoyaban mutuamente. El padre de Payne, Geoff, y el exjefe de seguridad de One Direction, Paul Higgins, llegaron a Buenos Aires el 18 de octubre. Su expareja Cheryl emitió un pedido público de consideración y dignidad, por temor a que su hijo pudiera potencialmente acceder a "los informes aberrantes y la explotación mediática" en torno a la muerte de su padre más adelante en su vida. Los compañeros de banda de One Direction de Payne, Horan, Malik, Styles y Tomlinson publicaron una declaración conjunta pidiendo tiempo para hablar más sobre su muerte y que estaban de duelo y procesándolo,  con declaraciones individuales de respeto de Tomlinson, Malik, Styles, Horan y la madre de Styles. Malik anunció más tarde que pospondría la etapa estadounidense de su gira Stairway to the Sky tras la noticia de la muerte de Payne.  
Músicos de todo el mundo rindieron homenaje a Payne. Varias figuras públicas, entre ellas Sharon Osbourne, Rebecca Ferguson y Bruce Springsteen, expresaron su preocupación por la industria musical, los medios de comunicación y la fama adolescente en sus conmemoraciones.   El mentor de One Direction en X Factor, Robbie Williams, relacionó las luchas de Payne con las suyas e hizo un llamado a la compasión, diciendo: "No sabemos qué está pasando en la vida de las personas". La filmación de las audiciones para la temporada 18 de Britain's Got Talent, un programa producido por Cowell, fue suspendida por respeto; la producción se reanudó ese fin de semana, con Cowell ausente en algunos episodios. El propio Cowell rindió homenaje dos días después de la muerte de Payne.  El primer ministro del Reino Unido, Sir Keir Starmer, emitió un comunicado lamentando la muerte de Payne y mencionando el "enorme impacto de One Direction en muchos millones de fans en todo el mundo". El concejal de Wolverhampton, Simon Bennett, dijo que Payne debería recibir póstumamente el honor de Libertad de la Ciudad. El Wolverhampton Wanderers FC y el West Bromwich Albion rindieron homenaje a Payne.
El 18 de octubre, un fan inició una petición pidiendo la "Ley de Liam" para proteger la salud mental de los artistas, que impondría el acceso a profesionales de la salud mental, controles regulares de salud mental y períodos de descanso adecuados. En cinco días, su petición había sido firmada por más de 68.000 personas. Además, la muerte de Payne desató una serie de teorías conspirativas. El 25 de octubre, los cinco álbumes de One Direction volvieron a entrar en el Top 40 del UK Albums Chart en los números 13 (Midnight Memories), 21 (Made In The AM), 22 (Four), 25 (Take Me Home) y 38 (Up All Night), con su propio álbum LP1 reingresando en el número 62. Además, las canciones de One Direction "Night Changes", "Story of My Life" y "What Makes You Beautiful" y las canciones de Payne "Strip That Down", "Get Low" y "Teardrops" entraron en la lista de sencillos del Reino Unido en los puestos seis, nueve, 23, 41, 43 y 85, con "Night Changes" mejorando su pico anterior de 7 y "Teardrops" entrando por primera vez.